# Bipartitni graf
Bipartitni graf, vrsta grafa u teoriji grafova. Za nj vrijedi {\displaystyle G=(V,E)} i za čiji se skup vrhova {\displaystyle V} može podijeliti u dva disjunktna skupa {\displaystyle A} i {\displaystyle B} sa svojstvom da svaki brid u {\displaystyle E} povezuje jedan vrh iz {\displaystyle A} i jedan vrh iz {\displaystyle B}. Kod bipartitnog grafa kromatski broj je 2. Ciklički graf se može obojati u dvije boje na samo dva načina.